# 日本三大観音
日本三大観音（にほんさんだいかんのん）とは、日本における観音霊場での大きな3つの寺とする表現である。

## 「三大観音」とする寺

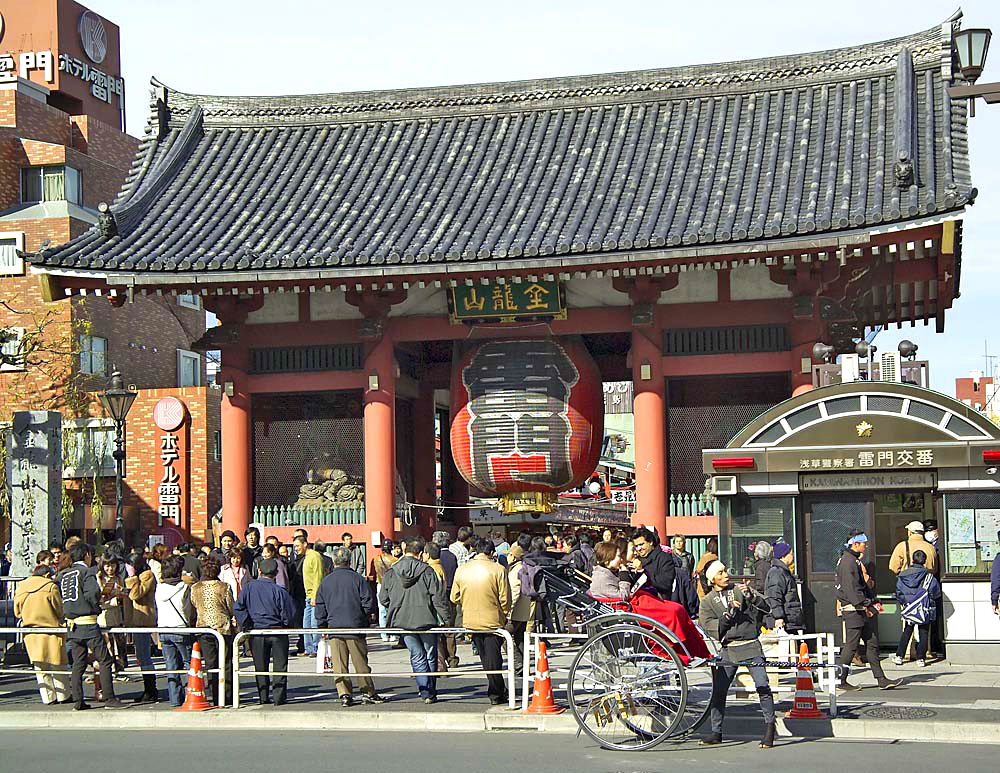
浅草観音（東京都台東区 金龍山浅草寺）
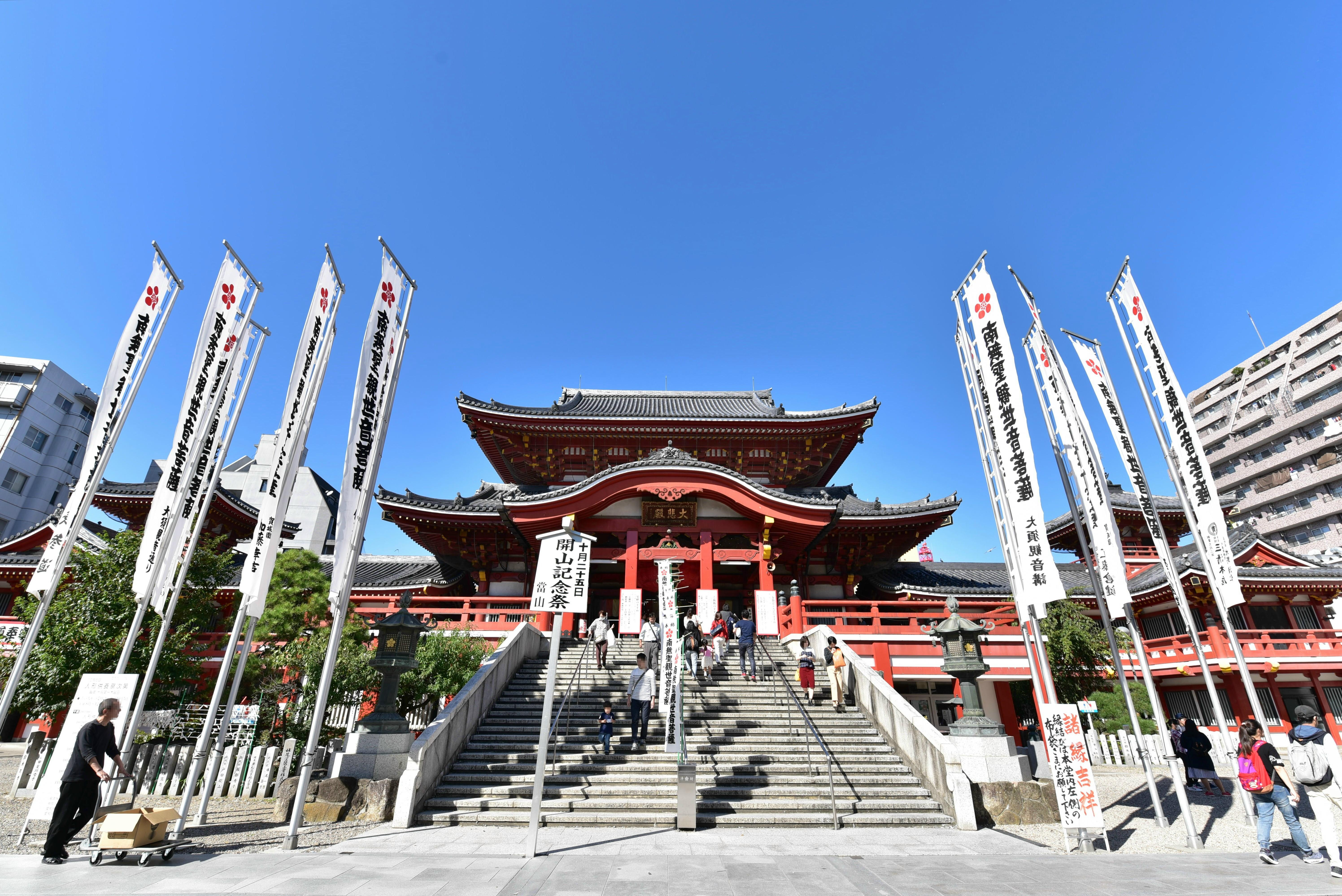
大須観音（愛知県名古屋市中区 北野山真福寺）
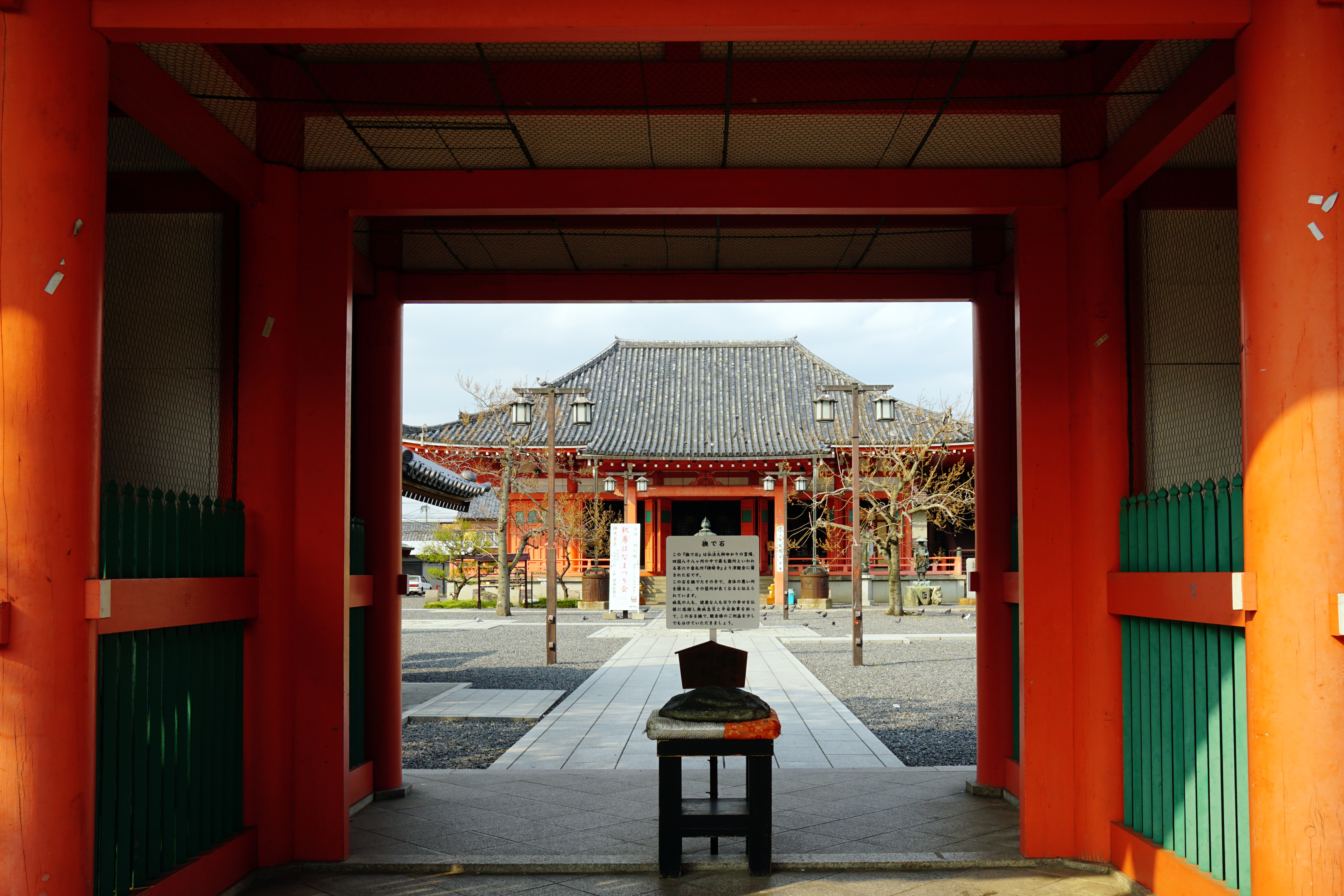
津観音（三重県津市 恵日山観音寺）